# Justizvollzugskrankenhaus Nordrhein-Westfalen
Das Justizvollzugskrankenhaus Nordrhein-Westfalen in Fröndenberg/Ruhr dient der ärztlichen Versorgung von Strafgefangenen in Nordrhein-Westfalen und ist das größte seiner Art in Deutschland. Das Krankenhaus entspricht den Sicherheitsmaßstäben einer Justizvollzugsanstalt.

## Geschichte
Das Krankenhaus wurde im Jahr 1979 ursprünglich als städtisches Krankenhaus in Fröndenberg erbaut. 1984 wurde es für den Strafvollzug umgebaut und ist seither das einzige Vollzugskrankenhaus des Landes Nordrhein-Westfalen. 2011 wurde das Krankenhaus endgültig rechtlich als Justizvollzugsanstalt eingestuft, was einen Ausbau der Umgebungssicherung zur Folge hatte.
Im Zuge dieses Ausbaus wurde ein 4 m hoher Zaun außen um die Mauer gezogen. Hinzu kamen bewegliche Videoüberwachungsanlagen und eine verstärkte Außenbeleuchtung. In der Vergangenheit ist es keinem Insassen gelungen, aus dem Gefängniskrankenhaus auszubrechen.
Seit dem 5. Februar 2025 ist das Justizvollzugskrankenhaus als Akademisches Lehrkrankenhaus der Universität Witten/Herdecke anerkannt.

## Ausstattung

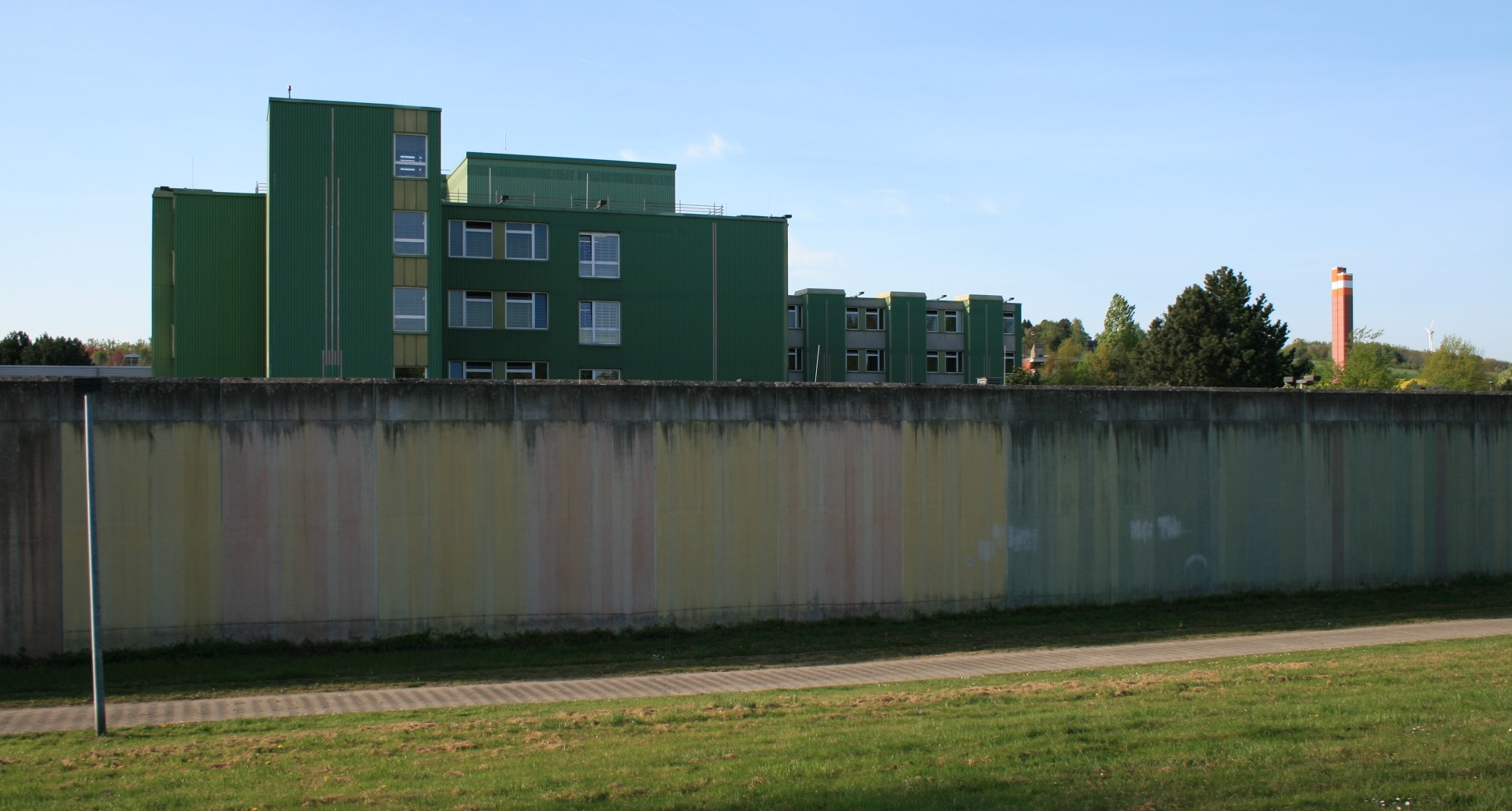
Seitenansicht

Das Haus verfügt über zwei Operationssäle, Untersuchungs- und Behandlungsräume für die Ambulanzen der verschiedenen Fachrichtungen, eine Röntgenabteilung, eine Abteilung für physikalische Therapie, Innere Medizin, Chirurgie, Anästhesie, Hals-Nasen-Ohren-Erkrankungen, Orthopädie, klinisch-chemisch-hämatologisches Laboratorium. Die Pflegebereiche gliedern sich in 7 Stationen. Die Gesamtbettenzahl beträgt 173, dazu 6 Betten der Intensivstation. 2006 wurde das Krankenhaus durch eine psychiatrische Abteilung ergänzt.
Zum schnellen und sicheren Transport von Schwerverletzten besitzt das Krankenhaus einen Hubschrauberlandeplatz.
Das Justizvollzugskrankenhaus ist mit über 300 Mitarbeitern der größte Arbeitgeber der Stadt Fröndenberg. Pro Jahr werden etwa 1.900 Patienten stationär behandelt. Die Zahl der ambulanten Vorstellungen liegt bei etwa 5.800. Das Krankenhaus nimmt ebenfalls erkrankte Straftäter aus anderen Bundesländern auf, sofern es die Kapazität zulässt.

## Zuständigkeit
Das JVK NRW ist zuständig für die Vollstreckung von:
- Männer und Frauen im geschlossenen Vollzug
- Mutter-Kind-Einrichtung im offenen Vollzug[4].

Die Zuständigkeiten der Justizvollzugsanstalten in Nordrhein-Westfalen sind im Vollstreckungsplan des Landes NRW geregelt (AV d. JM v. 16. September 2003 – 4431 – IV B. 28 -).

## In den Medien
Bekanntheit erlangte das Krankenhaus durch die bekannten Straftäter Dieter Zurwehme, Jan Zocha und Frank Schmökel, welche dort behandelt wurden. Normalerweise gibt das Krankenhaus jedoch die Namen seiner Patienten nicht preis, um Befreiungsversuche zu vermeiden.
Am 18. April 2004 zersägte Jan Zocha mit 23 Diamantfeilen seine Zellengitter des Justizvollzugskrankenhauses NRW und erklomm mit einer vier Meter langen Konstruktion aus Stoff und Möbelteilen die meterhohe Außenmauer, auf der er jedoch in letzter Sekunde gestellt wurde.